# Tempio Pausania
Tempio Pausania (Galluresisch: Tempiu) ist neben Olbia eine der Hauptstädte der Provinz Nord-Est Sardegna im Nordosten Sardiniens. Die Stadt hat 13.133 Einwohner (Stand 31. Dezember 2023) und ist Gerichtssitz und Sitz des Bistums Tempio-Ampurias.

## Geographie
Tempio Pausania ist das historische und geographische Zentrum der Gallura. 
Die Ortsteile von Tempio Pausania sind Nuchis, Bassacutena und San Pasquale. 
Nachbargemeinden sind Aggius, Aglientu, Arzachena, Berchidda, Bortigiadas, Calangianus, Erula, Luogosanto, Luras, Oschiri, Palau, Perfugas, Santa Teresa Gallura und Tula.

## Sehenswürdigkeiten

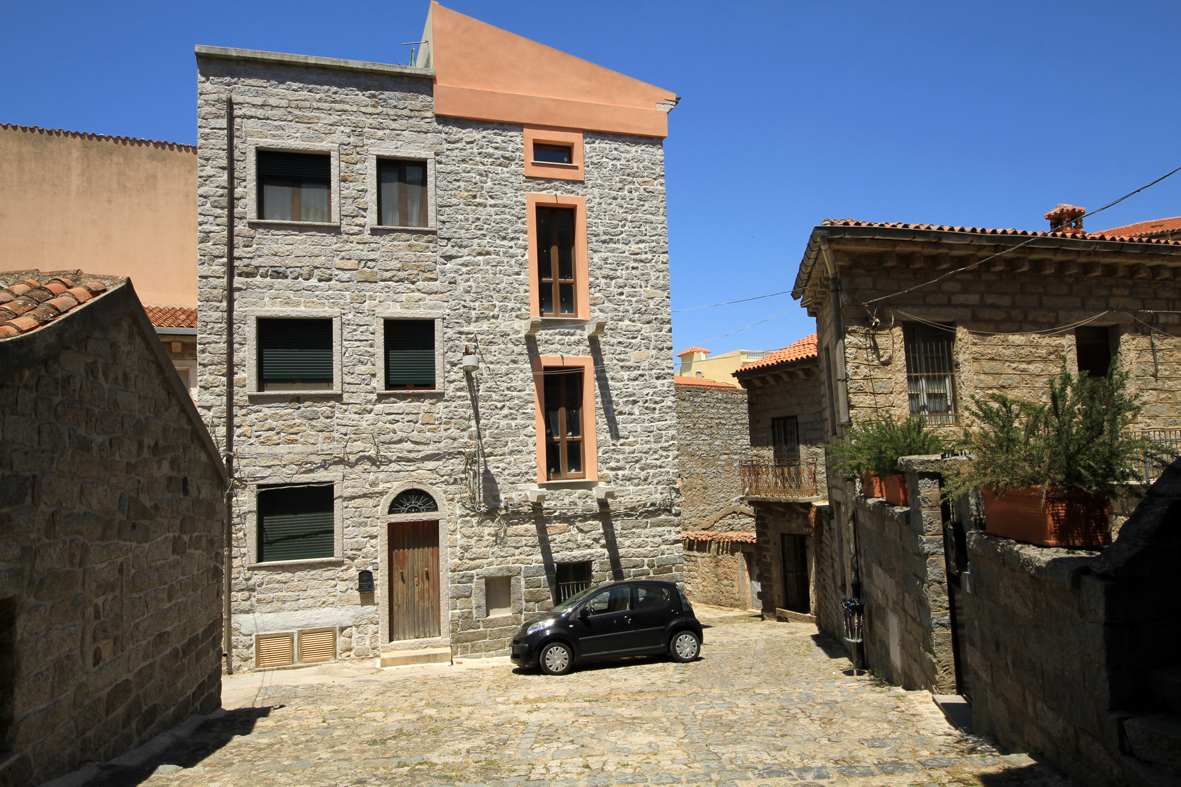
In der Altstadt
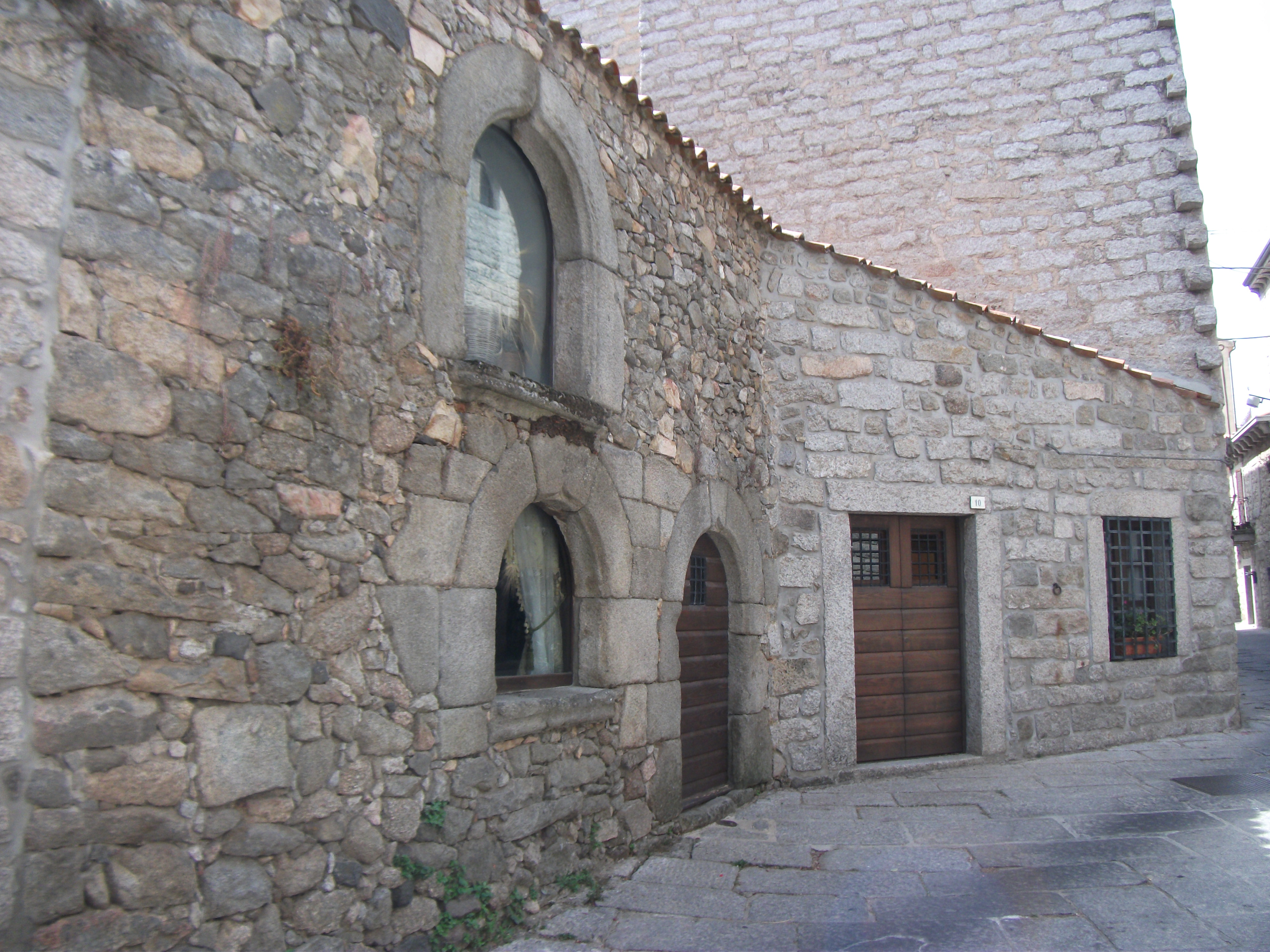
Casa di Nino Visconti († 1296)
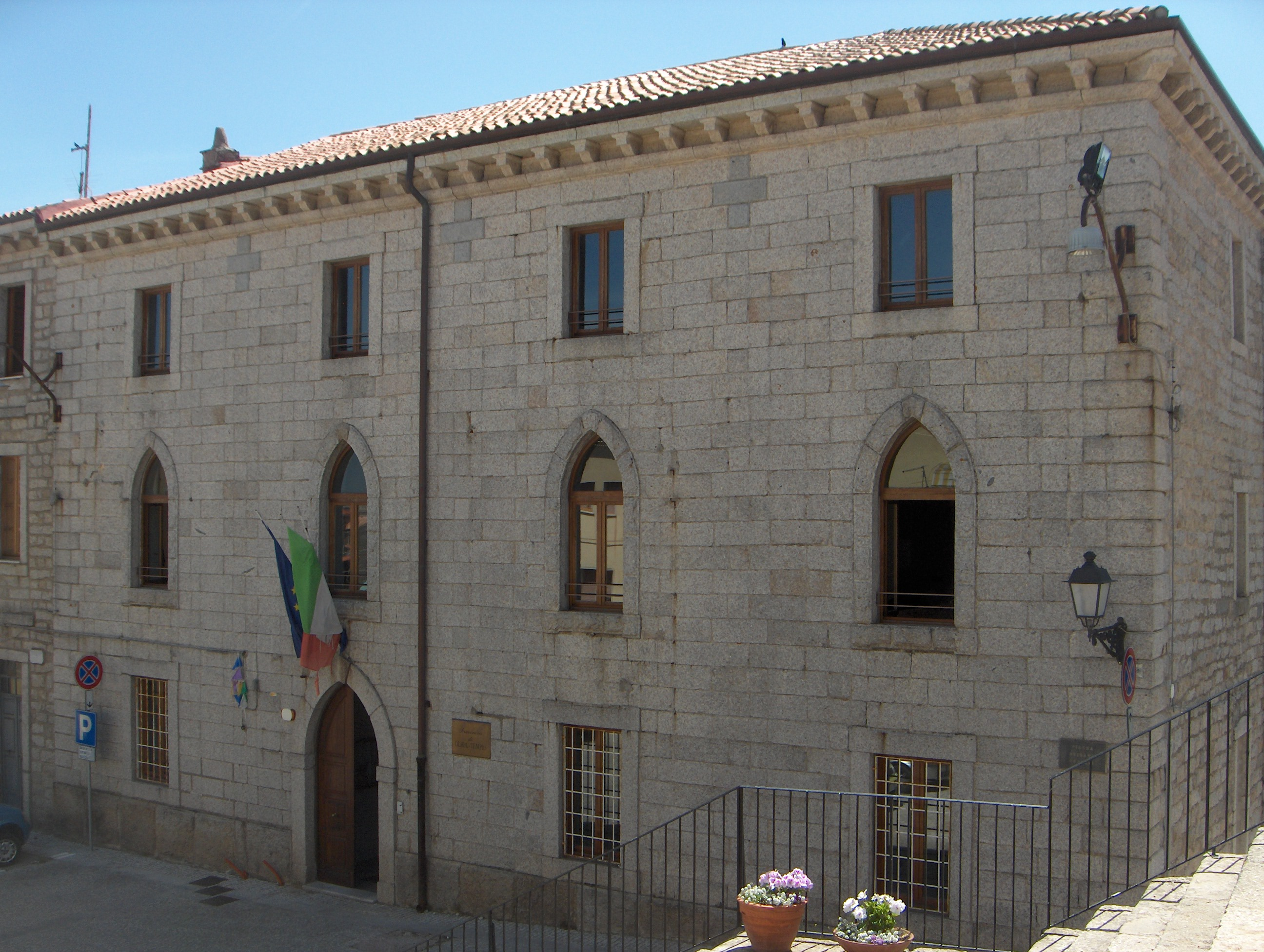
Palazzo Pes Villamarina, Sitz der Provinzregierung
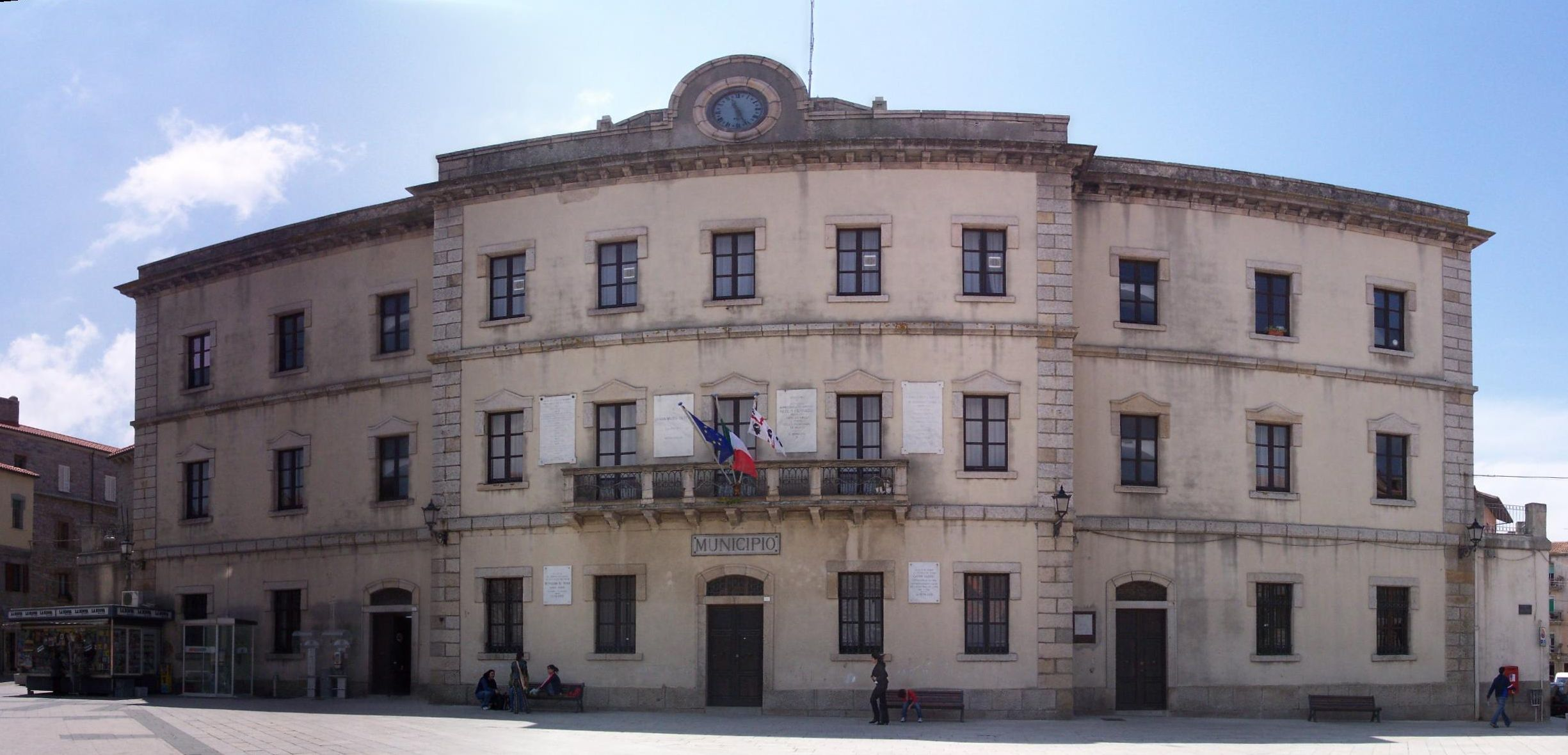
Das Rathaus
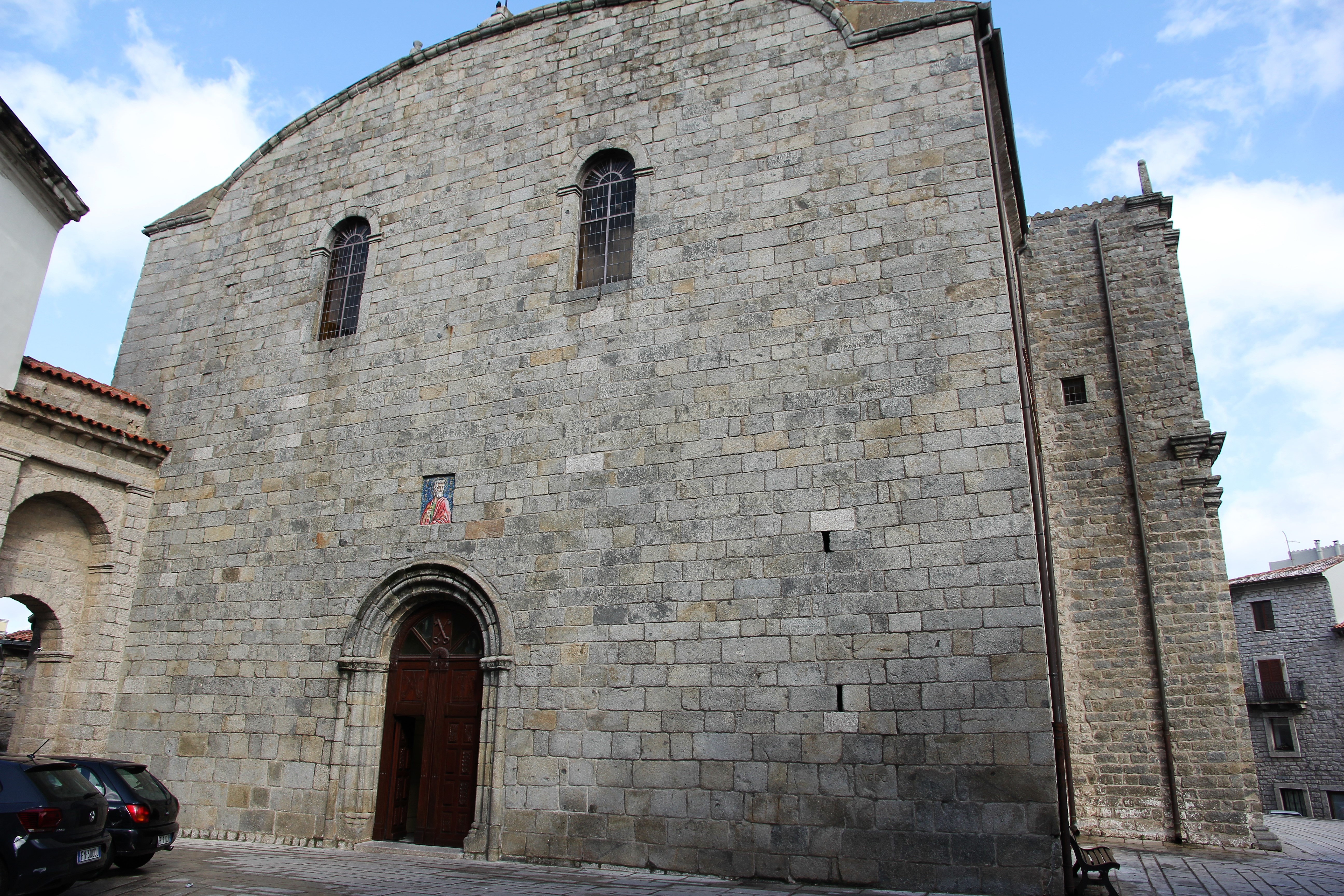
Kathedrale St. Peter
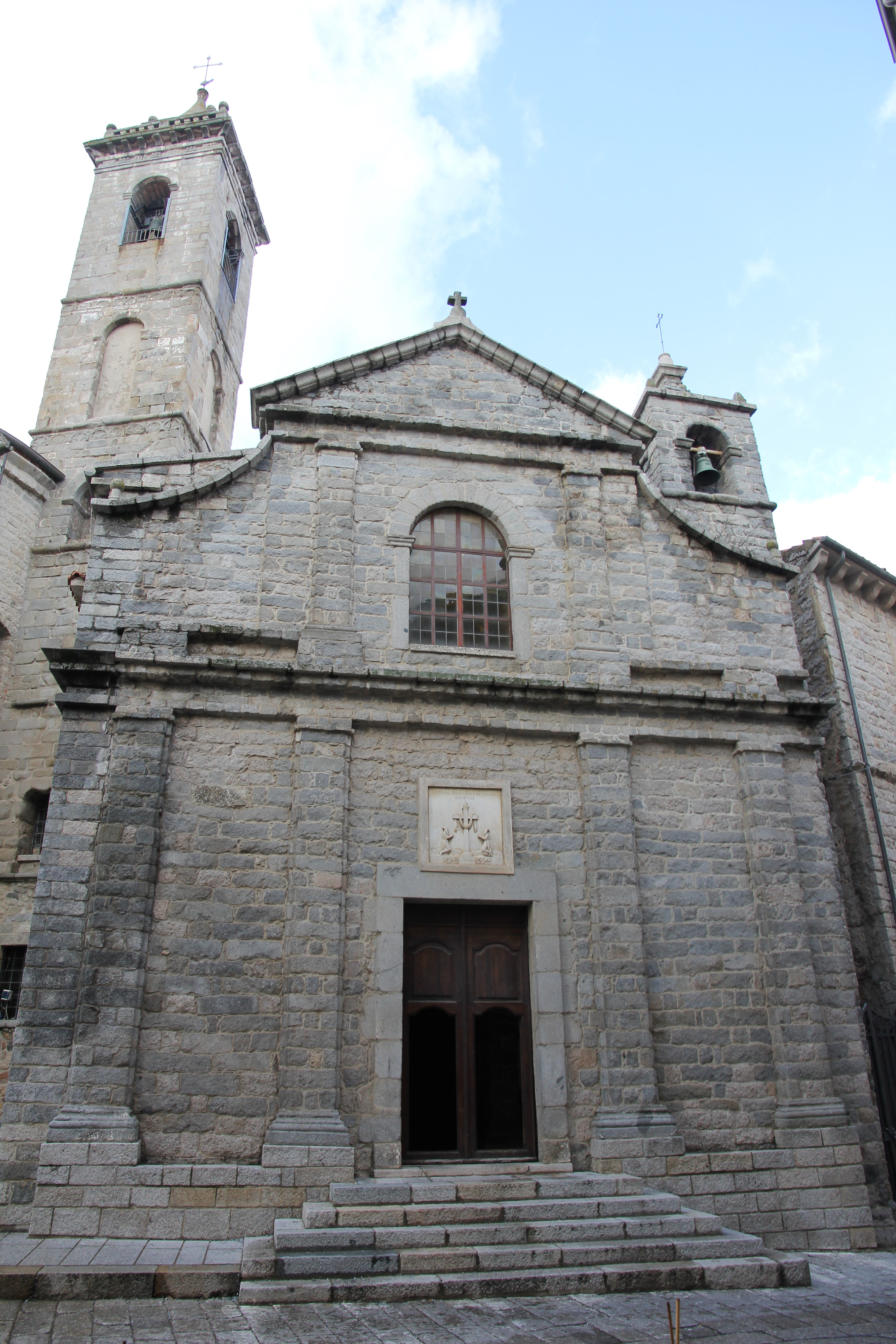
Oratorio des Hl. Kreuzes und Campanile der Kathedrale
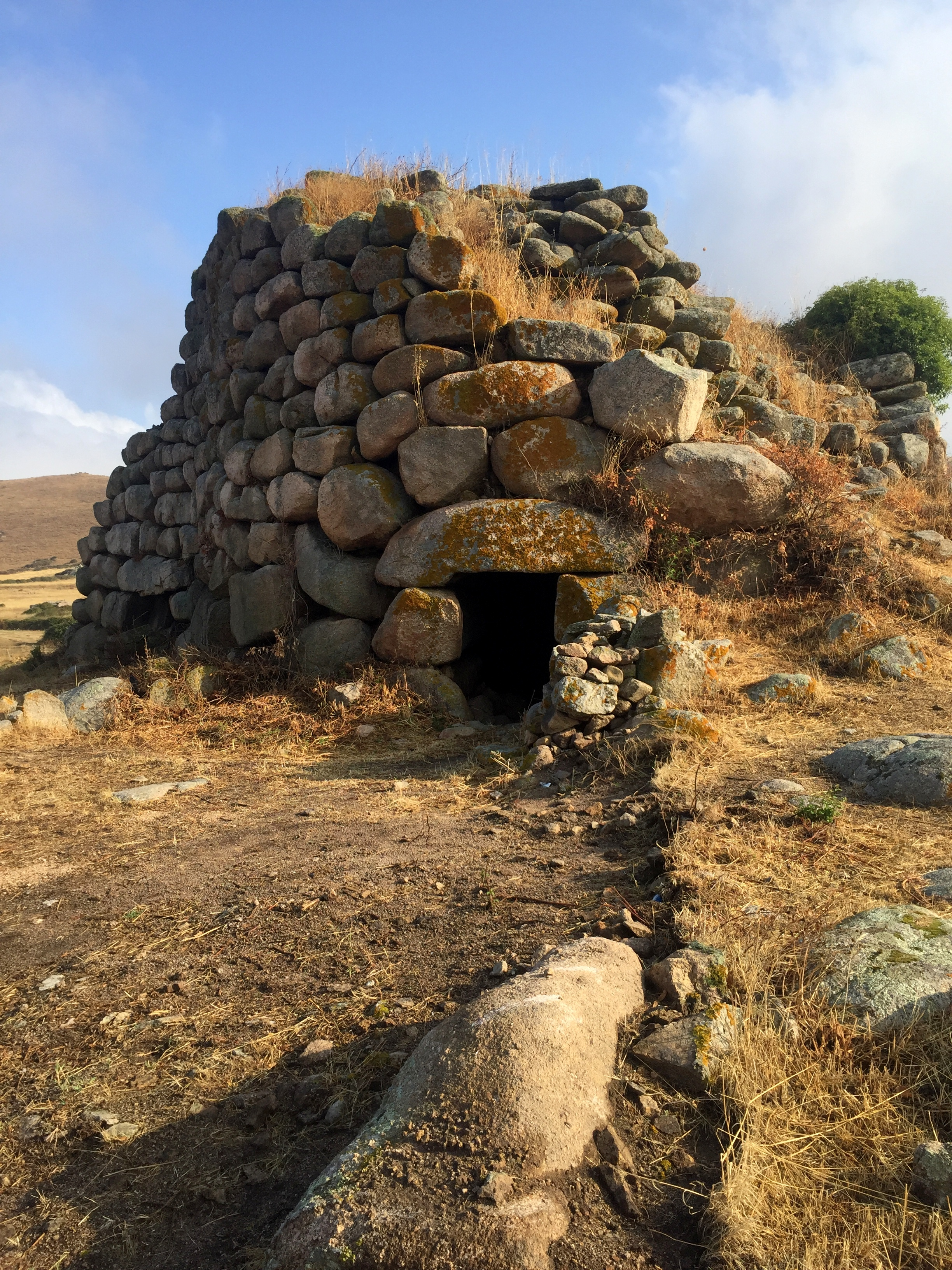
Nuraghe Izzana

## Verkehr
Tempio besitzt einen Bahnhof an der Bahnstrecke Sassari–Palau, der nur noch im Sommer mit Zügen des sog. Trenino Verde bedient wird. Dabei fahren Züge von Tempio nach Palau und von Tempio nach Sassari. Der denkmalgeschützte Bahnhof wurde Ende der 1930er Jahre erbaut, als Tempio Knotenpunkt im Schmalspurnetz der Ferrovie della Sardegna, kurz FdS, wurde, und sich in Tempio die heute stillgelegte und teilweise abgebaute Bahnstrecke Monti–Tempio Pausania und die Bahnstrecke Sassari–Palau trafen. Der Bahnhof selber liegt im Tal unterhalb des großen Largo XXV Aprile. In der holzgetäfelten Wartehalle ziehen sich folkloristische Ölgemälde als Fries entlang (keine Fresken, sondern Holztafeln). Sie zeigen in großflächig-figurativem Stil typische Szenen aus dem sardischen Dorfleben. Sie stammen von Giuseppe Biasi aus Sassari. Für die Auftragsarbeit zur Verschönerung des damals neuen Bahnhofs bekam er 750 Lire.

## Söhne und Töchter der Stadt
- Giacomo Pes di Villamarina (1750–1827), General und Vizekönig des Königreichs Sardinien
- Antonio Azara (1883–1967), Jurist und Politiker (DC)
- Adolfo Lastretti (1937–2018), Schauspieler